# Vertigo (U2)
Vertigo è la traccia di apertura, nonché il primo singolo estratto di How to Dismantle an Atomic Bomb, album del 2004 degli U2. Il singolo è stato messo in rotazione radiofonica a partire dal 24 settembre 2004, 2 settimane prima dell'uscita ufficiale del disco, che ha garantito al singolo un'enorme popolarità. La canzone ha vinto il Grammy Award come "migliore canzone rock", come "miglior performance di un gruppo"  e come "Miglior video musicale" nel 2005. Bono ha dichiarato che questo brano è il suo preferito per come si connette con gli ascoltatori.
Il brano è stato utilizzato nella pubblicità televisiva dell'iPod come parte di una campagna marketing che promuoveva da una parte il prodotto in sé (e nello specifico l'iPod Special Edition) e dall'altra un esclusivo box set The Complete U2 venduto soltanto tramite iTunes.

## Uso della lingua spagnola
Nel brano viene fatto largo uso della lingua spagnola. La canzone si apre con il conteggio "unos, dos, tres, catorce!": in realtà si tratta di un errore, in quanto "unos" in spagnolo è plurale e "catorce" significa quattordici. La numerazione corretta sarebbe "uno, dos, tres, cuatro". Quando è stato fatto notare la cosa, Bono ha risposto "che deve essere stata colpa dell'alcol" ("there may have been some alcohol involved"). Inoltre, al ritornello "Hello, hello" si può udire la risposta "¡Hola!" e "¿Dónde está?" ("dov'è?"), dopo del verso "I'm at a place called Vertigo" ("Sono in un posto chiamato Vertigo").

## Il video
Il video di "Vertigo" vede il gruppo degli U2 eseguire il brano in pieno deserto, mentre delle ombre nere si allungano a dismisura alle spalle di ognuno dei membri del gruppo. Sul suolo c'è un simbolo identico a quello del logo della Target Corporation (anche simile a quello del personaggio Vertigo dei fumetti DC Comics). La piattaforma sulla quale il gruppo esegue il brano continua ad andare su e giù, mentre il resto dell'ambiente intorno forma una specie di spirale. Il video è stato diretto da Alex Courtes.

## Formazione
U2
- Bono – voce
- The Edge – chitarra, cori
- Adam Clayton – basso
- Larry Mullen Jr. – batteria

Altri musicisti
- Jacknife Lee – sintetizzatore

## Tracce

### Vinile 7"
1. Vertigo (Single Version Edit) - 3:11
2. Vertigo (Single Version Edit) - 3:11

### Vinile 12"
1. Vertigo (Jacknife Lee 12" mix) – 5:36
2. Vertigo (Jacknife Lee 7" mix) – 3:08
3. Vertigo (Jacknife Lee 10" mix) – 4:13
4. Vertigo (Jacknife Lee Instrumental) – 5:36

### CD Versione Inglese Pt.1
1. Vertigo (Radio Edit) – 3:11
2. Are You Gonna Wait Forever? - 3:48

- also released in Europe as a 3" CD (Island / 986 8185)

### CD Versione Inglese Pt.2
1. Vertigo (Radio Edit) – 3:11
2. Vertigo (Jacknife Lee 10" mix) – 4:13
3. Neon Lights - 4:07

### CD Versione Giapponese
1. Vertigo (Radio Edit) – 3:11
2. Are You Gonna Wait Forever? - 3:48
3. Vertigo (Jacknife Lee 10" mix) – 4:13
4. Neon Lights - 4:07
5. Vertigo (HQ video) – 3:11

### DVD
1. Vertigo (Live at HQ video) – 3:11
2. Vertigo (Audio with photo gallery) – 3:11
3. Are You Gonna Wait Forever? (audio) – 3:48
4. Vertigo (Jacknife Lee 10" mix – Lisbon Video) – 4:13

## Classifiche
| Classifica (2004)               | Posizione massima |
| ------------------------------- | ----------------- |
| Australia                       | 5                 |
| Austria                         | 4                 |
| Belgio (Fiandre)                | 16                |
| Belgio (Vallonia)               | 9                 |
| Canada                          | 2                 |
| Danimarca                       | 1                 |
| Europa                          | 2                 |
| Finlandia                       | 2                 |
| Francia                         | 12                |
| Germania                        | 9                 |
| Irlanda                         | 1                 |
| Italia                          | 1                 |
| Norvegia                        | 2                 |
| Nuova Zelanda                   | 5                 |
| Paesi Bassi                     | 2                 |
| Regno Unito                     | 1                 |
| Spagna                          | 1                 |
| Stati Uniti                     | 31                |
| Stati Uniti (adult alternative) | 1                 |
| Stati Uniti (alternative)       | 1                 |
| Stati Uniti (dance club)        | 8                 |
| Stati Uniti (mainstream rock)   | 3                 |
| Stati Uniti (pop)               | 35                |
| Svezia                          | 2                 |
| Svizzera                        | 6                 |

## Cover
Il violinista David Garrett ha effettuato una cover di tale brano, contenuta nell'album Rock Symphony, unendo la canzone alle quattro stagioni di Vivaldi. Nel concerto tenuto dai Bon Jovi a Dublino nel 2011 è stata suonata dalla band come omaggio agli U2.

## Utilizzi del brano
La parte iniziale del brano venne utilizzata dal 2007 al 2011 come jingle della rubrica I fatti del giorno del TGcom, trasmesso sulle emittenti Mediaset.